# Hollywood (Worcestershire)
Pour les articles homonymes, voir Hollywood (homonymie).
Hollywood est une localité du Worcestershire en Angleterre, dans le district de Bromsgrove, au sud de Birmingham.
Sa population était de 2 421 habitants en 2013.